# محمد زكارييف
محمد زكارييف هو لاعب مصارعة حرة روسي المولد، يمثل أوكرانيا في المحافل الدولية. حصل على الميدالية البرونزية في وزن 97 كج في بطولة العالم 2021.

## وصلات خارجية
- محمد زكارييف على موقع قاعدة بيانات المصارعة الدولية (الإنجليزية)
- محمد زكارييف على موقع قاعدة بيانات المصارعة الدولية (الإنجليزية)